# اتفاقية التسمية العالمية
في علوم الحوسبة تُعتبر إتفاقية التسمية العالمية أو إتفاقية التسمية الموحدة (بالإنجليزية : Universal Naming Convention المختصرة في UNC ) إصطلاحا حول طريقة تحديد عنوان مورد على شبكة، يَتِمُّ تنفيذه من طرف نظام التشغيل مايكروسوفت ويندوز.
المسارات التي تُحددها هذه الإتفاقية هي مسارات يونيكود3.
فَبدلاً من تحديد حرف محرك أقراص ومسار على سبيل المثال : ( اسم الملف\ اسم المجلد \:E) ، يُصَاغُ العنوان حسب هذه الإتفاقية كالتالي:
اسم الملف\اسم المجلد\اسم المشاركة\اسم الخادم أو عُنوانه على الشبكة (الآي بي) \\